# Ric's Art Boat e Ric's River Boat
Ric's Art Boat e Ric's River Boat sono due barche, ormeggiate nel porto di Bruxelles, che si prefiggono il proposito di realizzare attività artistiche ed organizzare eventi ponendo in essere iniziative per l'integrazione sociale e progetti di intrattenimento culturale.

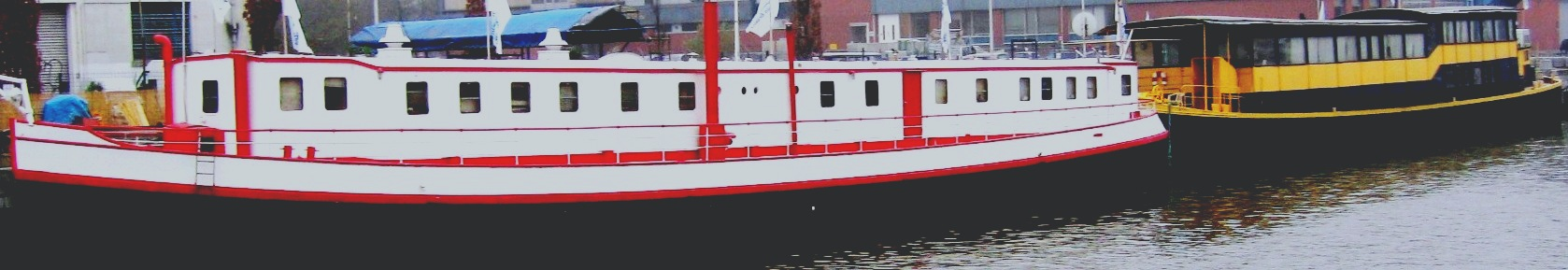
Ric's Art Boat and Ric's River Boat

## Storia delle barche
Ric's Art Boat è una chiatta costruita a Dendermonde (Belgio) nel 1936 e battezzata “Selenium”. Ha una lunghezza di 38 metri e una stazza di 370 tonnellate.
Ric's River Boat è una nave costruita nel 1900 da Boele & Zn Sikkerver. Ha una lunghezza di 42 metri, larghezza 7,50 metri e stazza di 387 tonnellate. Nel 1916 la nave fu acquistata dalla olandese Transport Maatschiappij Nv di Rotterdam e denominata “Mimir”. Dopo la guerra, nel 1946,  l'imbarcazione passò in proprietà della Marina Reale Olandese per il trasporto delle truppe di terra. Divenne quindi con il nome Leeuw (HW11) nave di alloggiamento di marines. Negli anni 1948/1949 accolse il MARVA (personale femminile della marina olandese).
Nel 1955 fu reimmatricolata A889 e dal 1961 al 1975, ribattezzata Holland Glorie, venne usata come sede di istituto per l'assistenza sociale della gioventù a Dordrecht.
Rimpiazzò anche, con lo stesso nome, la vecchia nave-faro  Haaksgronden che era stata in uso sino al dicembre 1941.

## Storia del RIC
Il RIC - Recreative International Center - è nato nel 1973 su iniziativa del prof. Erik Pevernagie, artista e figlio del pittore Louis Pevernagie, coadiuvato e sostenuto nella realizzazione dai suoi colleghi e studenti, ora sparsi per il mondo.
I promotori del Ric's vennero influenzati per la loro iniziativa dallo spirito che aveva contraddistinto la fine degli anni sessanta: le Università di Parigi e Università diNanterre, Daniel Cohn-Bendit, Berkeley, l'Università della California, Herbert Marcuse, la Libera Università di Berlino e Rudi Dutschke.
Appoggiarono il Free Speech Movement ed ebbero contatti sia con gli studenti francesi del Maggio 1968 che con i riformatori tedeschi (Movimento studentesco tedesco) sostenendo il principio che almeno un terzo della vita di una persona dovrebbe essere destinato al tempo libero creativo.
Pevernagie raccomanda che nel budget del tempo, dopo il lavoro ed il sonno, la parte ricreativa deve ricevere una attenzione particolare.
"L'immaginazione deve essere nuovamente portata al potere" riproponendo l'attenzione sui vecchi valori.
Allo scopo di soddisfare tali esigenze vennero realizzati i due centri galleggianti di intrattenimento sociale e culturale: Ric's Art Boat e Ric's River Boat.
Le due barche sono da allora divenute luogo di incontro per artisti internazionali, registi cinematografici (Atom Egoyan, Claude Lelouch, Benoit Lamy, Jan Verheyen), artisti figurativi (LucTuymans, Nicolas Vidal, illustratore del quotidiano Le Monde), cantanti (Axelle Red, Kooks, Tom Barman, Karen Cheryl), autori  (Hugo Claus) ed altri.

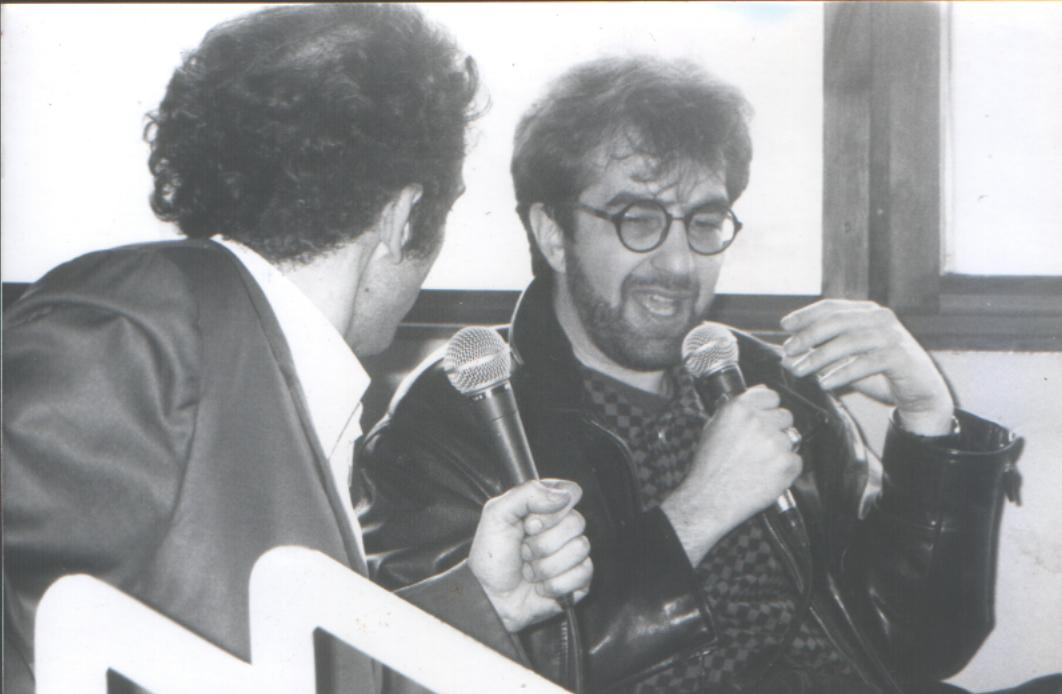
Regista Atom Egoyan nel Ric's Art Boat

## Impegno artistico
Gli organizzatori ne hanno curato gli aspetti culturali nella convinzione che l'arte, con la sua forza creativa, sia in grado di sprigionare energia positiva e stabilire relazioni più strette tra le persone e i popoli. Scrive “Le Soir”: L'arte è esposta in visione dal Ric's Art Boat. Una galleria aperta sulle rive d'acqua di Bruxelles”

## Impegno sociale
Avendo constatato che la scarsa conoscenza può condurre al sospetto provocando situazioni di isolamento, creare un ambiente estraneo o addirittura ostile, avvertirono il bisogno di esprimere la loro preoccupazione sociale. Riporta ”La Derniere Heure”: "Il presidente di Ric's Boat notò che gli stranieri residenti in Belgio guardavano i “nativi” come i pesci in un acquario. Molto spesso sono disorientati dal comportamento sconcertante di queste “ tribù locali. Dall'altra parte il flusso di stranieri è accettato da alcuni nativi con riluttanza. Sono sorpresi da questi volti nuovi che “decorano” e ”inquinano” il loro ambiente e disapprovano i comportamenti di questi intrusi. Così notando questa duplice repulsione ho pensato che dovevamo fare qualcosa. Ciò che mancava era il contatto umano diretto, informale e senza pregiudizi.”

## Preoccupazione ambientale
Dopo costanti deturpazioni ad opera di imprenditori edili senza scrupoli e di politici imprudenti, Bruxelles era divenuta vittima di uno sviluppo urbano irresponsabile: la cosiddetta “Brussellization”.
Gli organizzatori di Ric's pensarono che fosse importante trovare una miscela appropriata tra la linea di acqua, il vetro, il paesaggio urbano e la presenza umana. Dice “La Capitale”: “Si può riscoprire un quartiere che nel passato è stato ingiustamente trascurato: l'area del canale e al tempo stesso un luogo fuori del comune: il Ric's Art Boat”.

## Ricreazione e divertimento
Oltre alle attività artistiche, sociali e ambientali, lo svago è considerato da Ric's Art Boat come una parte vitale dell'esistenza, ritenendo che il tempo libero dovrebbe essere curato con attenzione quale mezzo di rigenerazione e recupero della persona.